# Jeremy de León
Jeremy André de León Rodríguez (ur. 18 marca 2004 w San Juan) – portorykański piłkarz występujący na pozycji prawego skrzydłowego, reprezentant Portoryka, od 2024 roku zawodnik hiszpańskiego Realu Madryt B.